# Jarocin
Jarocin (germană Jarotschin) este un oraș în Polonia.

## Personalități
- Eduard Lasker (1829–1884), politician
- Gustav Wegner (1903–1942), atlet german
- Dame Elisabeth Schwarzkopf (1915–2006), soprană
- Waldemar Kraft, ministru